# 海上における衝突の予防のための国際規則に関する条約
海上における衝突の予防のための国際規則に関する条約（かいじょうにおけるしょうとつのよぼうのためのこくさいきそくにかんするじょうやく）とは、海上における船舶衝突の防止のための船舶運用の規則を定めた多国間条約の名称である。英語での名称はConvention On the InternationaL REGulations for Preventing Collisions at SeaであるためCOLREG条約とも呼ばれる。

## 沿革
19世紀末蒸気船が海上交通の主力となり国際海上輸送が飛躍的に拡大するに従い、船籍の異なる船舶が絡む海上衝突事故もたびたび発生するようになる。それまで各国でまちまちに定められていた船舶衝突防止のための規則を多国間で統一して定めようとする機運が高まった。このような背景があり、1889年（明治22年）10月にワシントンで開催された国際海事会議において、はじめて近代的な国際海上衝突予防規則が制定された。
続いて1948年6月に、「1948年の海上における人命の安全のための国際会議」が開催され、国際海上衝突予防規則の改正が提起された。この会議において、新たに1948年の国際海上衝突予防規則が制定された。
その後、舶用レーダー等の航海機器が発達し広く普及するという航海技術上の大きな変化に対応するため、1948年の国際海上衝突予防規則は1960年5月に再度改正され、1960年の国際海上衝突予防規則が制定された。
さらに1972年10月ロンドンの政府間海事協議機関IMCO（国際海事機関IMOの前身）主催による国際会議が開催された。船舶の巨大化と高速化の進展、従来のどの船舶にも当てはまらないエアクッション船や水中翼船など特殊な船型の船舶の出現、非常に過密な輻輳海域の生起、航海用機器や通信装置の発達などを反映させるために、この会議において1960年の国際海上衝突予防規則は改正された。これにより新たに1972年の国際海上衝突予防規則（1972年COLREG条約）が制定される。現在までに、1972年COLREG条約は7次の部分改正が行われ、そのうち第6次改正までが発効している。

## 千九百七十二年の海上における衝突の予防のための国際規則に関する条約
この節では、現在発効している1972年COLREG条約の構成を説明する。
条約は、条約本文全9条、規則5部構成全38条、付属書全4通から成る。

### 構成
- 条約本文
  - 締約国の義務（第1条）
  - 署名、批准、受諾、承認及び加入（第2条）
  - 適用地域（第3条）
  - 発効要件（第4条）
  - 改正会議の開催要件（第5条）
  - 規則改正の手続き（第6条）
  - 本条約の廃棄要件（第7条）
  - 正文、公定訳文の取り決め（第9条）
- 規則
  - A部（総則、第1条～第3条）適用、責任、一般的義務を規定
  - B部（操船規則及び航行規則、第4条～第19条）さまざまな視界の状態における船舶の航法を規定
  - C部（灯火及び形象物、第20条～第31条）灯火及び形象物の技術的要件及び設置要件を規定
  - D部（音響信号及び発光信号、第32条～第37条）音響信号及び発光信号の技術的要件、設置要件及び使用要件を規定
  - E部（免除、第38条）条約発効前に建造を開始した船舶が適用免除される規定部分の指定
- 付属書
  - 付属書I（灯火及び形象物の位置及び技術基準）
  - 付属書II（著しく接近して漁撈に従事している船舶の追加の信号）
  - 付属書III（音響信号装置の技術基準）
  - 付属書IV（遭難信号）

## 1972年COLREG条約の部分改正
| 改正年次                     | 日本の発効日                         | 改正部分                 | 改正概要 |
| ---------------------------- | ------------------------------------ | ------------------------ | --- |
| 1981年改正 （IMO第12回総会） | 1983年6月1日 （外務省告示第162号）   | 修正箇所56か所に及ぶ     | 最も重要な改正部分として規則第10条が挙げられる。そこで規定されている分離通行方式における航法規則の但し書を加えた。その他の改正部分は膨大なため説明は省略する。                                                                       |
| 1987年改正 （IMO第15回総会） | 1989年11月19日 （外務省告示第580号） | 規則第1条(e)             | 特殊な構造又は目的を有する船舶の灯火、形象物の数、位置、視認距離又は視認圏について、一国の政府が特別の規則を設け認めた場合、本規則が適用除外される規定の経過措置の終了。                                                             |
| 1987年改正 （IMO第15回総会） | 1989年11月19日 （外務省告示第580号） | 規則第3条(h)             | 喫水制限船の定義についての規定の経過措置の終了。 |
| 1987年改正 （IMO第15回総会） | 1989年11月19日 （外務省告示第580号） | 規則第8条(f)             | 衝突を避けるための動作について安全な距離による通過等の規定の項を追加。 |
| 1987年改正 （IMO第15回総会） | 1989年11月19日 （外務省告示第580号） | 規則第10条(a)            | 分離通行方式の適用についての経過措置の終了。 |
| 1987年改正 （IMO第15回総会） | 1989年11月19日 （外務省告示第580号） | 規則第10条(c)            | 通行路の横断について規定の経過措置の終了。 |
| 1987年改正 （IMO第15回総会） | 1989年11月19日 （外務省告示第580号） | 付属書I第2節(d)          | 長さ12メートル未満の動力船の灯火の垂直位置及び間隔について対象とする灯火に全周灯を加えた。 |
| 1987年改正 （IMO第15回総会） | 1989年11月19日 （外務省告示第580号） | 付属書I第2節(i)(ii)      | 長さ20メートル未満の動力船の灯火の垂直位置及び間隔についての経過措置の終了。 |
| 1987年改正 （IMO第15回総会） | 1989年11月19日 （外務省告示第580号） | 付属書I第10節(a)、(b)    | 帆船の灯火について規定する第10節中の「帆船」を「航行中の帆船」に改めた。 |
| 1987年改正 （IMO第15回総会） | 1989年11月19日 （外務省告示第580号） | 付属書IV第1節(o)         | (n)の次に(o)を加え遭難信号に、「無線通信システムによる信号であって、承認されたもの」を追加。 |
| 1989年改正 （IMO第16回総会） | 1991年4月19日 （外務省告示第472号）  | 規則第10条(d)            | (d)の下に(i),(ii)を設けた。旧(d)は(i)に移動し、沿岸通行帯の使用制限について、20メートル未満の動力船、帆船、漁ろう従事船の適用除外の但し書を加えて改めた。(ii)には、緊急の場合の沿岸通行帯の使用について規定した。                    |
| 1993年改正 （IMO第18回総会） | 1995年11月4日 （外務省告示第671号）  | 規則第26条(b),(c)        | 形象物を代用する籠の使用を廃止 |
| 1993年改正 （IMO第18回総会） | 1995年11月4日 （外務省告示第671号）  | 規則第26条(d)            | 漁ろう従事船同士が著しく近接して作業している場合の信号の標示についての追加の措置を附属書IIに定める旨を規定した。 |
| 1993年改正 （IMO第18回総会） | 1995年11月4日 （外務省告示第671号）  | 付属書I第3節(d)          | (c)の次に(d)を加えた。(d)には動力船のマスト灯の設置位置について新たに規定した。 |
| 1993年改正 （IMO第18回総会） | 1995年11月4日 （外務省告示第671号）  | 付属書I第9節(b)          | (b)の下に(i),(ii)を設けた。旧(b)は、(i)に移動した。新たに加えられた(ii)には、全周灯を2個設置した場合の設置方法について規定した。 |
| 1993年改正 （IMO第18回総会） | 1995年11月4日 （外務省告示第671号）  | 付属書I第13節            | 旧第13節を第14節に移動し、新たに第13節「高速船」を挿入した。 |
| 1993年改正 （IMO第18回総会） | 1995年11月4日 （外務省告示第671号）  | 付属書II第2節(a),(b),(c) | 他の漁ろう従事船と著しく接近して作業する時のトロール従事船の灯火の標示について、(a),(b)に20メートル以上の長さの船舶の義務事項を規定した。(c)に20メートル未満の船舶はこれまで通り任意とすることを規定した。                           |
| 1993年改正 （IMO第18回総会） | 1995年11月4日 （外務省告示第671号）  | 付属書IV第1節（o）       | 文章中の「無線通信システム」の後に「（救命用の端艇及びいかだ用のレーダー・トランスポンダーを含む。）」を加えた。 |
| 2001年改正 （IMO第22回総会） | 2003年11月29日 （外務省告示第549号） | 規則第3条(a)             | 規則条文中の船舟類の後のカッコ書きに「表面効果翼船」を加え規則の対象とした。 |
| 2001年改正 （IMO第22回総会） | 2003年11月29日 （外務省告示第549号） | 規則第3条(m)             | (l)の次に(m)を加え、(m)に「表面効果翼船」の定義を規定した。 |
| 2001年改正 （IMO第22回総会） | 2003年11月29日 （外務省告示第549号） | 規則第8条(a)             | 条文を、衝突回避動作は規則B部の規則に従ってとらなければならない旨の文章に修正。 |
| 2001年改正 （IMO第22回総会） | 2003年11月29日 （外務省告示第549号） | 規則第18条(f)            | (e)の次に(f)を加え、(f)に「表面効果翼船」が守らなければならない航法規定を定めた。 |
| 2001年改正 （IMO第22回総会） | 2003年11月29日 （外務省告示第549号） | 規則第23条(c)            | 旧(c)を(d)とし新たな(c)を挿入し、新(c)に「表面効果翼船」が設置しなければならない灯火に関する規定を定めた。「紅色閃光灯」を表示することと定めた。                                                                                     |
| 2001年改正 （IMO第22回総会） | 2003年11月29日 （外務省告示第549号） | 規則第31条               | 条文の灯火又は形象物の設置位置に関する例外を認める対象に「水上航空機」の他に「表面効果翼船」を加えた。 |
| 2001年改正 （IMO第22回総会） | 2003年11月29日 （外務省告示第549号） | 規則第33条(a)            | 長さ20メートル未満の船舶の号鐘の装備を不必要とし設置要件を緩和した。 |
| 2001年改正 （IMO第22回総会） | 2003年11月29日 （外務省告示第549号） | 規則第35条(I)            | 長さ20メートル未満の船舶の号鐘の使用を不必要とし使用要件を緩和した。 |
| 2001年改正 （IMO第22回総会） | 2003年11月29日 （外務省告示第549号） | 付属書I第13節(a),(b)     | 高速船に取り付けるマスト灯の取り付け位置について文章を修正。 |
| 2001年改正 （IMO第22回総会） | 2003年11月29日 （外務省告示第549号） | 付属書III第1節(a),(c)    | 汽笛の周波数、可聴範囲の規定に、長さ20メートル未満の船舶の汽笛の可聴範囲の高音側を広げ緩和した。長さ20メートル未満の船舶の汽笛の可聴範囲を3区分し中央部と高音部の音圧レベルの規準を緩和した。                                        |
| 2001年改正 （IMO第22回総会） | 2003年11月29日 （外務省告示第549号） | 付属書III第2節(b)        | 号鐘の規定中の長さ12メートル以上20メートル未満の記述を削除。規約第33条の号鐘の設置要件の緩和措置を反映。 |
| 2007年改正 （IMO第25回総会） | 2009年12月1日 （外務省告示第555号）  | 付属書IV第1節(d)         | 文章中の「無線電信その他の信号方法による」を「あらゆる信号方法による」に改める。 |
| 2007年改正 （IMO第25回総会） | 2009年12月1日 （外務省告示第555号）  | 付属書IV第1節(l),(m)     | (l),(m)のそれぞれを改めた。(l)の「無線電信による警急信号」を改め、デジタル選択呼出し（DSC）を用いて送信される遭難信号を規定した。(m)の「無線電話による警急信号」を改め、移動体衛星通信サービスを用いて送信される遭難信号を規定した。 |
| 2007年改正 （IMO第25回総会） | 2009年12月1日 （外務省告示第555号）  | 付属書IV第3節            | 文章中の「船舶捜索救助便覧」を「国際航空及び海上捜索救助マニュアル第III巻」に改めた。 |

## 適用水域
規則第1条で規定され、公海、排他的経済水域、領海のうち船舶が航行できる水域において適用され、内水及び群島水域のうち領海から連続して船舶が航行できる水域においても適用される。条約本文第1条により条約締約国は本規定を実施する義務が発生する。ただし一国の領水内（領海、内水及び群島水域が含まれる）においては、その国の国内法（例えば、日本における海上交通三法）の規則が優先される。国内法の間では一般法（例えば海上衝突予防法）よりも、特定の水域に適用される特別法（例えば港則法や海上交通安全法）の規則が優先される。

## 適用船舶
規則第1条で規定される。適用対象となるのは適用水域の水上にある船舶である。船舶の定義については規則第3条に規定されており、水上輸送の能力のある船舟類（エアクッション船、水中翼船、表面効果翼船も含まれる）に適用され、離水後着水前の空中飛行状態を除いた水上の水上航空機（フロート付き航空機、飛行艇など）、水中潜水航行時を除いた水上航行中の潜水船も適用される。軍用、民用の別を問わない。ただし、同条約が軍艦や法執行機関の船舶に適用されるのは、これら船舶が通常の航行を実施している場合であり、戦闘や軍事行動中の軍艦、法執行に従事中の公船には適用されない。